# Estrada Parque Acampamento (DF-097)
A Estrada Parque Acampamento (DF-097 ou EPAC) é uma rodovia radial do Distrito Federal, no Brasil, que liga a Estrada Parque Ceilândia (DF-095) a Estrada Parque Contorno (DF-001) . As estradas parque - tradução literal das vias americanas chamadas parkway - foram idealizadas por Lúcio Costas para trânsito rápido, sem interrupções e com uma paisagem bucólica, diferente das caóticas rodovias tradicionais, o que acabou se perdendo com o tempo.